# Хана Андроникова
Хана Андроникова(на чешки: English) е чешка писателка на произведения в жанра психологическа драма.

## Биография и творчество
Хана Андроникова е роден на 9 септември 1967 г. в Готвалдов, Чехословакия. Завършва гимназия в родния си град. Следва специалност английски и чешки език във Философския факултет на Карловия университет в Прага. След дипломирането си работи като мениджър личен състав в чуждестранни и чешки компании. През 1999 г. напуска работата си и се посвещава на писателската си кариера.
Дебютният ѝ роман „Звуците на слънчевия часовник“ е издаден през 2001 г. Историята започва в една новогодишна нощ в Злин със случайната среща на двама непознати – Тот и Рахел. Те се отправят към Индия, но скоро екзотичното и страстта на откривателството свършват, настъпва ужасът на Втората световна война, на Холокоста, на разпадането на битието. Книгата получава наградата на Литературния клуб и престижната награда „Магнезия Литера“ в категорията „Откритие на годината“ през 2002 г.
През 2002 г. е издаден сборника ѝ с разкази „Сърце на въдица“. Нейни произведения са публикувани в множество списания и антологии в Европа и САЩ.
През 2010 г. е издаден романът ѝ „Небето няма дъно“. Книгата е до голяма степен автобиографична и разглежда емоционалните житейски събития като импулс за промени и размиване на реалността и фантазията. В него описва лични преживявания и чувства от едно пътуване до тропическите гори на Амазонка, където прекара няколко месеца. Романът получава наградата „Магнезия Литера“ на читателите и е определен от журито като един от четирите най-добри книги на годината.
Тя работи и като сценарист за театър „Арха“. Авторка е на пиесите „Танцувай над оградата“ (2008, заедно с Яна Свободова), „Пакости и драбанти“ (2010) и „Клоуни, шпиони и президенти“ (2010).
Хана Андроникова умира от рак на 20 декември 2011 г. в Прага.

## Произведения

### Самостоятелни романи
- Zvuk slunečních hodin (2001) – награда „Магнезия Литера“ за дебют[1][2][3][4]
Звуците на слънчевия часовник, изд. „Сема РШ“ (2006), прев. Добромир Григоров
- Nebe nemá dno (2010) – награда „Магнезия Литера“ на читателите
Небето няма дъно, изд.: ИК „Ерго“, София (2017), прев. Маргарита Руменова

### Сборници
- Srdce na udici (2002)[1][2][3][4]
- Vzpomínky, co neuletí (2014) – сборникът включва публикациите ѝ: Pohádky z Moravy (2004), Antologie nové české literatury 1995 – 2004 (2004), Schůzky s erotikou (2005), Ber, po čem toužíš (2006), Labyrint revue 17-18/2005 (2006), Ty, která píšeš (2008) и Ženy vidí za roh (2009)

### Пиеси
- Tanec přes plot (2008) – с Яна Свободова[1][2][3][4]
- Pakosti a drabanti (2010)
- Šašci, špioni a prezidenti (2010)